# Кобра ангольська
Ко́бра анго́льська (Naja anchietae) — отруйна змія з роду Справжні кобри родини Аспідові. Інша назва «кобра Анш'єта», на честь португальського дослідника Жозе Альберту де Олівейра Аншіета.

## Опис
Загальна довжина сягає 1,5—2,31 м. Спостерігається статевий диморфізм — самці більші за самиць. Дуже подібна до єгипетської кобри, підвидом якої її деякий час вважали. Голова трохи витягнута, закруглена. Тулуб потужний, кремезний. Молоді кобри жовті зверху й знизу, з темними поперечними лініями на спині та широкими чорними смугами навколо шиї. Дорослі особини поступово темнішають на світло або темно-коричневий, темна смуга на шиї зникає.

## Спосіб життя
Полюбляє тропічні ліси. Активна вдень. Практично усе життя проводить на землі. Харчується ящірками, гризунами та земноводними.
Це яйцекладна змія. Самиця відкладає до 12 яєць.

## Розповсюдження
Країни поширення: Ангола, Замбія, Зімбабве, Намібія, Ботсвана.